# Рождественка (Челябинская область)
Рожде́ственка — село в Увельском районе Челябинской области. Административный центр Рождественского сельского поселения.
Село расположено в 23 км от райцентра — посёлка Увельский.

## История
Село основано в 1829 в черте сл. Кочердыкской курскими однодворцами и пермскими сходцами[неизвестный термин]. Названо первопоселенцами в память о малой родине — с. Рождественском Курской губернии. Позднее Рождественка относилась к Андреевской волости Оренбургской губернии.
По данным статистики, в 1920-х гг. село являлось центром Рождественского сельсовета, относилось к Увельскому району Троицкого округа Уральской области. Включало 231 хозяйство, действовали школа, кооператив, лавка, ветпункт.
В 1930 организовано 2 колхоза — им. Сталина и им. Молотова. В 1951 они объединились с колхозом им. Красного Октября, выращивали традиционные для Южного Урала зерновые, технические культуры, овощи, картофель; занимались животноводством.
В 1957 на базе объединённого хозяйства и Рождественской МТС образован совхоз «Рождественский», центральная усадьба и 1-е отделение которого разместились в Рождественке.

## Население
| 1838  | 1841  | 1868  | 1873  | 1889  | 1926  |
| ----- | ----- | ----- | ----- | ----- | ----- |
| 290   | ↘159  | ↗441  | ↘290  | ↗551  | ↗992  |
| 1956  | 1959  | 1970  | 1983  | 1995  | 2002  |
| ↗1070 | ↗1144 | ↗1526 | ↘1420 | ↗1439 | ↘1412 |
| 2010  |       |       |       |       |       |
| ↗1489 |       |       |       |       |       |

В селе Рождественском проживает больше половины (63.12 %) населения всего Рождественского сельского поселения.

## Производство
На территории села располагается ОАО «Ариант-Увельск-Агро» (создано на базе ЗАО «Рождественское», преемника совхоза).

## Социальная сфера
Имеются детский сад, школа, библиотека (открылась в 1948), ДК, врачебная амбулатория, дом быта.
Имеются магазины, одна вышка сотовой связи.

## Инфраструктура
В селе есть доступ к сети интернет, провайдер уральский «U-tel», оптоволокно.

## Достопримечательности
В селе установлен памятник «Слава погибшим воинам Великой Отечественной войны», создан Дом-музей[уточнить] Героя Советского Союза М. И. Антипина.